# A kamasz
A kamasz (más fordításban címe: Az úrfi; orosz nyelven: Недоросль) Gyenyisz Ivanovics Fonvizin 1781-ben írt vígjátéka öt felvonásban.

## Szereplő személyek
- Prosztakov
- Prosztakova, a felesége
- Mitrofan, a fiuk, kamasz
- Jeremejevna, Mitrofan dadája
- Pravgyin
- Sztarodum
- Szofja, Sztarodum unokahúga
- Milon
- Szkotyinyin, Prosztakova testvére
- Kutyejkin, szeminarista
- Cifirkin, nyugállományú őrmester
- Vralman, tanító
- Triska, szabó
- Prosztakov szolgája
- Sztarodum inasa

Történik Prosztakovék falujában.

## Cselekménye
A földbirtokos Prosztakov család házában az asszony, Prosztakova az úr; férje korlátolt, engedelmes teremtés. Tizenhat éves fiukon, Mitrofanon kívül fél éve velük él távoli rokonuk, az árván maradt Szofja is. Nagybátyja, Sztarodum régen Szibériába utazott, azóta nincs hír felőle. A ház gyakori vendége az úrnő testvére, Szkotyinyin földbirtokos, aki feleségül venné Szofját; nem szerelemből vagy néhány kisebb falváért, hanem mert a falvakban... sok a sertés, ezekre fáj a foga. 
A halottnak hitt Sztarodumtól Szofja levelet kap, amelyre Prosztakova is kíváncsi, csakhogy a háziak közül senki nem tud olvasni. Az ott vendégeskedő Pravgyin segíti ki őket: a levélben Sztarodum közli, hogy unokahúgára hagyja Szibériában szerzett, évi tízezer rubelt jövedelmező ingatlanát (vagyonát). Prosztakovának új ötlete támad: Szkotyinyin helyett a „kamasz” Mitrofanuska vegye feleségül Szofját.
A falun átvonuló katonák tisztje, Milon itt találkozik régi barátjával, Pravgyinnal. Pravgyin beavatja őt titkos úticéljába: hivatalos személyként járja a kerületet, különösen azokra fordít figyelmet, akik rosszul bánnak az embereikkel. Milon elmeséli barátjának, hogy árván maradt szerelme fél éve eltűnt a városból és ismeretlen helyre rokonaihoz költözött; ebben a pillanatban észreveszi Szofját, a szerelmesek megörülnek a viszontlátásnak. Mitrofanuska tanítását kétes tudású és múltú tanítók végzik, de a „kamasz” nem hajlandó tanulni, szerinte nem megy a fejébe semmi. Anyja vigasztalja, hogy így is nemsokára megnősül. 
Megérkezik Sztarodum, előbb azonban régi ismerősével, Pravgyinnal találkozik. Visszaemlékezik apjára, aki Nagy Péter idején szolgált, dicséri azokat az időket, közben elmondja élettörténetét. Most azért hagyta el szolgálati helyét, hogy kiszabadítsa unokahúgát ebből a környezetből. Prosztakova és testvére, a felháborodott Szkotyinyin összeverekednek; így találkoznak először Sztarodummal, akit mulattat a jelenet. Prosztakova hízelgéssel próbál jobb színben feltűnni. Sztarodum bejelenti, hogy másnap reggel elviszi Szofját, mert hozzá méltó férjhez kívánja adni. Ez mindenkit váratlanul ér, látszólag magát Szofját is. Prosztakova fiacskája taníttatásával dicsekszik Sztarodumnak. A fiú évek óta tanul számtant és írás-olvasást, de semmi nem marad meg a fejében. A számtant tanító Cifirkin, az írás-olvasást oktató Kutyejkin és a franciát tanító engedékeny Vralman a tanítási „módszereken” vitázva összekapnak.
Megjelenik Pravgyin és bemutatja a szerelmes Milont Sztarodumnak, aki meggyőződik róla, hogy a fiatal tiszt méltó Szofjához: beleegyezését adja házasságukhoz. A többi kérő még nem adja fel a reményt. Szkotyinyin nemesi őseiről beszél, Prosztakova javaslatára pedig bemutatják Mitrofanuska előrehaladását a tudományokban. Sztarodum „el van ragadtatva”, de bejelenti, hogy a lánynak már van jegyese, és másnap reggel elutaznak. A ház asszonya nem nyugszik bele a vereségbe: emberei erőszakkal akarják elvinni Szofját a Mitrofannal tartandó esküvőre, de Milon kiszabadítja menyasszonyát. Prosztakova szolgálóin akarna bosszút állni a kudarcért, Pravgyin azonban közbelép. Időközben kapott felhatalmazásával élve állami fennhatóság alá helyezi Prosztakovék házát és faluját, amiért embereiket durván bántalmazzák. A három tanító megkapja fizetségét, ki-ki a maga módján; közülük Vralmanról kiderül, hogy korábban Sztarodum kocsisa volt, de kocsisként nem kapott munkát, így hát beállt tanítónak. Sztarodum nagylelkűen ismét felfogadja. Mindenki elutazni készül, Prosztakova átöleli fiacskáját: „Egyedül te maradtál nekem…”; ám Mitrofan durván ellöki magától anyját. Az ájulásból magához térő Prosztakovát Sztarodum morális tanulságot összegző szavai bélyegzik meg. 

## Jellemzői
Fonvizin az elkényeztetett, önző „kamasz” (Mitrofan, becézve: Mitrofanuska), anyja (Prosztakova) és nagybátyja (Szkotyinyin) példáján mutatja be, teszi nevetségessé a nemesek tudatlanságát, jobbágyaikkal való durva bánásmódját, erkölcstelenségét. Könyörtelen szatírájának éle Prosztakova családjának parlagi, kulturálatlan életmódja és elsősorban a primitív nevelés ellen irányul. A cselekmény jelentős része így vagy úgy az oktatás, nevelés problémája körül forog. Erről szólnak Mitrofan tanításának jelenetei és a téma csúcspontja, Mitrofan vizsgáztatásának jelenete a negyedik felvonásban. Ez a karikatúrába hajló szatirikus jelenet ítélet az enyhén szólva hiányos nevelés felett. Az elítélő, gúnyos hang összeolvad Fonvizin pozitív eszméinek nyílt megfogalmazásával. A szerző álláspontját, felvilágosodott nézeteit elsősorban Sztarodum patetikus monológjaiban fejti ki, a végső erkölcsi tanulságot is ez a figura fogalmazza meg. 
A darabot a klasszicista vígjáték alapvető szabályainak betartása jellemzi: a tér, az idő és a cselekmény hármas egységére épül; a szereplő személyek általában vagy csak jó  vagy csak rossz tulajdonságokkal rendelkeznek; a szerző véleményét visszhangozó szereplők (rezonőr); a szereplőket az író úgynevezett „beszélő nevek”-kel is jellemzi. Például Szkotyinyin (szkotyina, jelentése: 'marha, barom'); Vralman, a tanító (vraty, jelentése: 'hazudni'); Pravgyin (pravda, jelentése 'igazság'). A vígjátékot hazájában először 1782-ben mutatták be. Szerzőjét gyakran nevezik „az orosz Molière”-nek.